# Синдактилія

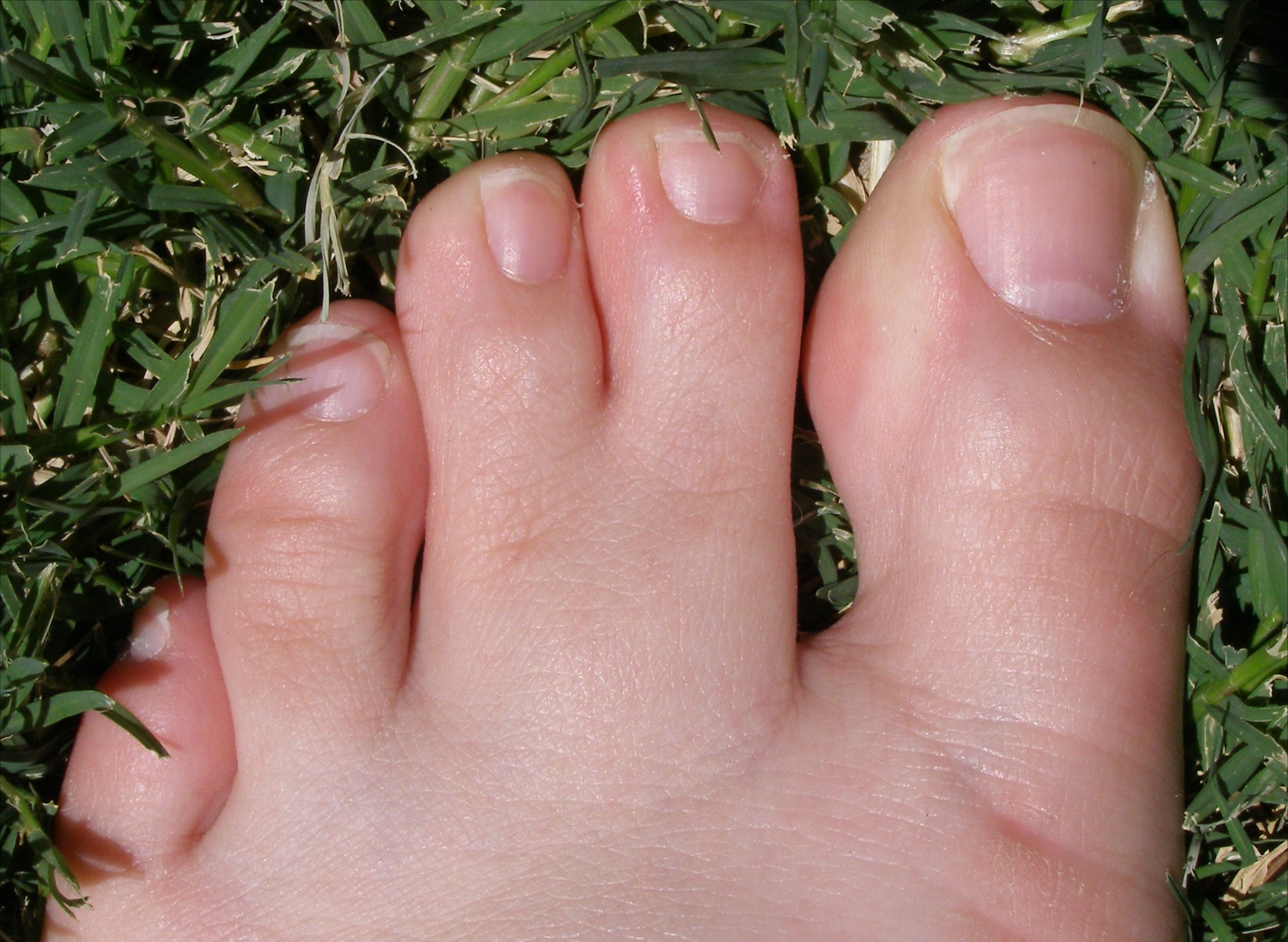
Часткова синдактилія 2-го та 3-го пальців ноги

Синдактилі́я (лат. syndactylia, від дав.-гр. συν — разом + дав.-гр. δάκτυλος — палець) — аномалія розвитку: повне чи часткове зрощення між собою двох і більше сусідніх пальців рук або ніг.
Виділяють:
- Синдактилія шкірна (лат. syndactylia cutanea) — з наявністю товстої перемички, із шкіри та м'яких тканин.
- Синдактилія шкірна перетинчаста (лат. syndactylia cutanea membranacea) — частіше неповна, з наявністю тонкої шкірної перетинки.
- Синдактилія кінцева (лат. syndactylia terminalis) — відбувається тільки на рівні кінцевих фаланг.
- Синдактилія кісткова (лат. syndactylia ossea) — зрощення фаланг пальців.

За даними Інституту ім. Г. І. Турнера, в 50 % деформація буває двосторонньою. За літературними даними (Ширяк, 1928; Davit, German, 1930; Bunnell, 1956; Штурм, 1959), один випадок синдактилії приходиться на 2000–3000 народжених. Найкращих результатів, як функціональних, так і косметичних, досягають після оперативних втручань у дітей в перші роки життя.

## Лікування

### Терміни
Синдактилія крайніх пальців (великий палець, вказівний палець або безіменний та мізинець) лікуються в ранньому віці, щоб запобігти вигину великого пальця від викривлення в сторону менших пальців. Як правило, синдактилія з цих пальців лікується у віці до 6 місяців. Лікування синдактилії інших пальців вирішується індивідуально і зазвичай виконується, коли пальці виростають в 18–24-місячному віці.

### Методи
Часто хірург повинен пересадити нову шкіру до області розділення, оскільки площа шкіри з'єднаних пальців менша за площу двох окремих пальців і під час операції-розділення не вистачить шкіри для покриття утвореної рани. Щоб покрити обидва пальці, як тільки їх буде розділено, використовується пересадка шкіри (від паху або передньої частини ліктя). Також може бути використано шкіру з заднього боку долоні, шляхом мобілізації лоскута, що вимагає додаткового планування протягом декількох місяців до операції.

### Ускладнення
Зісковзування шкіри до кінчиків пальців з часом є найпоширенішою проблемою корекції синдактилії. Це може бути спричинено іншою товщиною та еластичністю пересадженої шкіри в місці реконструкції між пальцями, що може потребувати додаткового оперативного втручання для виправлення. Недоліком пересадки лоскутів шкіри є те, що пересаджена шкіра починає темніти і з роками стає більш помітною. Крім того, пересаджена шкіра може давати ріст волосся, який в нормі не характерний для шкіри долонної поверхні. Також, пальці можуть залишитись викривленими після операції, що найбільш часто зустрічається в складних випадках кісткової синдактилії.